# 1-ナフチルアミン
1-ナフチルアミンは芳香族アミンの1つ。α-ナフチルアミンとも呼ばれる。

## 性質
不快臭をもつ無色の針状結晶で、空気中でしだいに紅色・褐色へと着色する。

## 製法
1-ニトロナフタレンを、塩酸と鉄とともに70℃ほどで還元することによって得られる。
この反応による混合物の中の1-ナフチルアミンは飽和水酸化カルシウム水溶液によって中和し、水蒸気蒸留を行うことで精製できる。
また、1-ナフトールを、酢酸ナトリウムや塩化アンモニウム、酢酸とともに熱するか、アンモニアと塩化カルシウムとともに270℃に熱することでも得られる。

## 利用
アゾ色素の合成中間体として利用される。たとえば硫酸とともに熱してナフチオン酸とし、ベンジジンとのジアゾ化によりコンゴーレッドが得られる。こうした色素は、媒染剤を使わず直接木綿を染色できることから有用性が高かった。

## 発がん性
尿路系への発がん性を明確に有する2-ナフチルアミンとは異なり、国際がん研究機関(IARC)は1-ナフチルアミンをヒトに対する発がん性を分類できない（グループ3）としている。かつて1-ナフチルアミンを扱う労働者にガン患者が多発したが、当時の1-ナフチルアミンには不純物として2-ナフチルアミンが数パーセント含まれており、その影響と区別がつかない。また動物実験でも、純粋な1-ナフチルアミンが発がん性を有するという明確な結果は得られていないことから、グループ3となっている。
しかし各国では1-ナフチルアミンに発がん性があるものとして法規制を加えている（国連番号2077）。日本でも船舶安全法や航空法において毒物類としての規制がある。また労働安全衛生法では特定化学物質の第1類に指定され、製造に厚生労働大臣の許可が必要であるなどの規制がある。